# シルクラドー
『シルクラドー』（Circuladô）は、ブラジル人ミュージシャン、カエターノ・ヴェローゾが1991年に発表したスタジオ・アルバム。

## 背景
前作『エストランジェイロ』（1989年）に引き続き、アート・リンゼイがプロデューサーに起用された。「うつくしいおまえ」はヴェローゾと坂本龍一の2人だけで録音され、坂本は「ネイヂ・カンドリーナ」でもキーボードとサンプラーを担当した。また、息子のモレーノ・ヴェローゾ、旧知のジルベルト・ジルやガル・コスタがゲスト・ボーカリストとして参加した。
「無秩序」はファンクの要素を取り入れた曲で、ブラジル都市部の社会経済問題をテーマとしている。「ひまわり」の歌詞は、ハロルド・デ・カンポスの詩集『Galáxias』に収録されていた具体詩に基づいている。「エラ・エラ」は当時の妻パウリーニャ（パウラ・ラヴィーン）に関する歌で、「ようこそ」は彼女が身ごもっていた子供（1992年3月に出生）に捧げられた内容である。「3番目の岸」はミルトン・ナシメントとの共作で、ナシメントのヴァージョンは本作に先行してアルバム『Txai』（1990年）で発表された。

## 評価
Alvaro Nederはオールミュージックにおいて5点満点中4点を付け、リンゼイと共作した「エラ・エラ」を「モダニスト達の相互干渉が伝わってくる」、ジルやコスタがゲスト参加した「なんて世の中」を「暴力に向けられた激しい批判を持ち合わせている」、坂本龍一とコラボレーションした「うつくしいおまえ」を「アルバムを優雅に締めくくるボッサ」と評している。また、『Sounds and Colours』の編集者ラス・スレイターは「ヴェローゾは1990年代に入るまでに、現代的なR&Bやヒップホップのリズムに更なる興味を示したようにうかがえ、『シルクラドー』においてそれが表面化した」と評している。

## 収録曲
特記なき楽曲はカエターノ・ヴェローゾ作。
1. 無秩序 - "Fora da Ordem" - 5:54
2. ひまわり - "Circulado de Fulô" (Caetano Veloso, Haroldo de Campos) - 3:29
3. イタプアン - "Itapuã" - 3:37
4. ようこそ - "Boas Vindas" - 3:41
5. エラ・エラ - "Ela Ela" (C. Veloso, Arto Lindsay) - 2:03
6. 聖クララ、テレビの守護聖人 - "Santa Clara, Padroeira da Televisão" - 3:07
7. ペーニャの聖母様へ - "Baião da Penha" (Guio de Morais, David Nasser) - 3:26
8. ネイヂ・カンドリーナ - "Neide Candolina" - 4:11
9. 3番目の岸 - "A Terceira Margem Do Rio" (C. Veloso, Milton Nascimento) - 2:23
10. なんて世の中 - "O Cu Do Mundo" - 4:00
11. うつくしいおまえ - "Lindeza" - 4:09

## 参加ミュージシャン
- カエターノ・ヴェローゾ - ボーカル、アコースティック・ギター
- モレーノ・ヴェローゾ（英語版） - タンバリン (on #1)、ボーカル (on #3)、手拍子 (on #4)
- ジルベルト・ジル - ボーカル (on #4, #10)、アコースティック・ギター (on #4)
- ガル・コスタ - ボーカル (on #10)
- トニ・コスタ - ギター (on #1)、アコースティック・ギター (on #6, #9)
- トルクアート・マリアーノ - ギター (on #3)
- アート・リンゼイ - ギター (on #5, #10)
- マーク・リボー - ギター (on #8)
- アンドレス・レヴィン - キーボード (on #1)、サンプラー (on #1, #6)
- サーシャ・アンバック - サンプラー (on #1)
- 坂本龍一 - キーボード (on #8, #11)、サンプラー (on #8)、ピアノ (on #11)
- アーサー・マイア - ベース (on #1, #3, #6)
- タヴィーニョ・フィアーリョ - ベース (on #2, #4, #10)
- メルヴィン・ギブス - ベース (on #8)
- マルセロ・コスタ - ドラムス (on #1, #6, #10)、シンバル (on #1)、スルド (on #1)、ビリンバウ (on #2)、手拍子 (on #4)、パーカッション (on #6)、タンバリン (on #10)
- カルロス・バーラ - ドラムス (on #3)
- トニー・ルイス - ドラムス (on #8)
- マルコス・アマ - コンガ (on #1, #3)、カバサ (on #9)
- アーマンド・マーサル - タンバリン (on #1)、ラトル (on #6)
- ナナ・ヴァスコンセロス - トーキングドラム (on #4)、コンガ (on #4)
- モニカ・ミレット - タンバリン (on #4)
- Edith Oliveira - シンバル (on #4)
- Wellington Soares - 手拍子 (on #4)
- アミルトン・リノ - シンバル (on #8)、スルド (on #8)
- オズワルディーニョ - アコーディオン (on #2)
- ジャキス・モレレンバウン - チェロ (on #2, #3)、ストリングス指揮 (on #3)
- ブッチ・モリス - コルネット (on #10)
- ベベウ・ジルベルト - ボーカル (on #1, #8)
- カズ・マキノ - ボーカル (on #1)
- Audrey Martells - ボーカル (on #1)
- Laurie Andriamampianina - ボーカル (on #1)
- Billy Carrion - ボーカル (on #1)